# Munhyeon-dong
Munhyeon-dong (koreanska: 문현동) är en stadsdel i staden Busan, i den sydöstra delen av Sydkorea, 300 km sydost om huvudstaden Seoul. Den ligger i stadsdistriktet Nam-gu.

## Indelning
Administrativt är Munhyeon-dong indelat i:
| Namn    | Namn                 | Yta km² | Invånare 31 dec 2018 |
| ------- | -------------------- | ------- | -------------------- |
| 문현1동 | Munhyeon 1(il)-dong  | 0,83    | 15 471               |
| 문현2동 | Munhyeon 2(i)-dong   | 0,62    | 8 952                |
| 문현3동 | Munhyeon 3(sam)-dong | 0,83    | 13 158               |
| 문현4동 | Munhyeon 4(sa)-dong  | 0,69    | 10 389               |